# 신세인
신세인(1939년 4월 16일 ~ )은 대한민국의 성우이다. 1961년 KBS에 입사했으며, 현재는 KBS 5기이다. 한국방송 성우극회 소속.

## 주요 출연작품

### 애니메이션
- 보물섬 (KBS) - 알로 / 앵무새 플린트
- 유령대소동 (MBC) - 스미스 콜린
- 모래요정 바람돌이 (KBS) - 아빠
- 욕심쟁이 오리아저씨 (KBS) - 터버스
- 정글북 (KBS) - 아케라
- 꽃나라 요술봉 (KBS) - 집사
- 돈키호테 (KBS) - 돈키호테
- 이상한 나라의 앨리스 (KBS) - 험프티 덤프티 / 트위틀리

### 영화
- 그랑 블루 (KBS) - 작크의 삼촌 (장 부아즈)
- 쾌찬차 (KBS) - 로바스 백작의 집사 (미겔 팔렌주엘라)
- 화룡풍운 (KBS) - 왕대인
- 해리가 샐리를 만났을 때 (SBS) - 노년 부부(찰스 듀간)
- 007 썬더볼 작전 (KBS) - 내무장관 (롤랜드 컬버)
- 스미스씨 워싱턴에 가다(KBS) - 멕퍼슨(그랜트 미첼)
- 여인의 초상 (KBS) - 콜린스(프랭크 도슨)
- 길 (SBS) -  서커스 단장(알도 실바니)
- 야성의 킬리만자로 (KBS) - 알리(마틴 벤슨)
- 그렘린 (SBS)
- 데블스 애드버킷 (KBS)
- 라인 스톤 (SBS)
- 마농의 샘 (KBS)
- 장미의 전쟁 (KBS)
- 엘리미네이터 (SBS)
- 코난 (KBS)

### 외화
- 칠협오의 (SBS) - 현령